# Adam Kuper
Adam Kuper (Johannesburg, 29 dicembre 1941) è un antropologo britannico, legato alla scuola di antropologia sociale.
Nonostante abbia lavorato sul campo, all'inizio degli anni settanta, in Giamaica, il suo interesse principale è sempre rimasto lo studio etnografico delle società sudafricane. Ha scritto diversi libri sulla storia dell'antropologia, tra i quali The Social Science Encyclopaedia, con sua moglie Jessica, e Anthropology and Anthropologists: The Modern British School, tradotto anche in spagnolo e portoghese.

## Biografia
Nato nel 1941 in Sudafrica, ha frequentato l'istituto superiore Parktown Boys e ha preso la prima laurea presso l'Università di Witwatersrand (Johannesburg). Il suo dottorato a Cambridge si basava sulla ricerca sul campo nel deserto del Kalahari botswano. Dopo la laurea tornò in Africa ad insegnare presso l'Università di Makerere (Kampala).

## Opere scelte
- Wives for Cattle: Bridewealth and Marriage in Southern Africa, (Routledge, 1982)
- The Invention of Primitive Society: Transformations of an Illusion, (Routledge, 1988)
- The Chosen Primate: Human Nature and Cultural Diversity, (Harvard University Press, 1994)
- Anthropology and Anthropologists: The Modern British School, (Routledge, 1996)
- The Social Science Encyclopaedia Adam Kuper, Jessica Kuper (eds.). (Taylor & Francis, 1996)
- Culture: The Anthropologists' Account, (Harvard University Press, 1999)
- Incest and Influence: The Private Life of Bourgeois England, (Harvard, 2009)